# Saison 2 de Defiance
Chronologie
Saison 1 Saison 3
Cet article présente les treize épisodes de la deuxième saison de la série télévisée américano-canadienne Defiance.

## Synopsis
Dans un futur proche, des extraterrestres appelés les Votans arrivent près de la Terre dans l'espoir de pouvoir s'y installer. Leur système solaire a été détruit et ils n'ont pas d'autre choix que notre planète. Restés en orbite pendant six ans de négociations infructueuses avec les gouvernements terriens et leurs réserves presque épuisées, les Votans déclarent la guerre aux humains.
Cette guerre va faire beaucoup de dégâts sur les vaisseaux de terraformation Votans, entraînant une transformation radicale de la planète devenant dangereuse autant pour les humains que pour leurs ennemis. Après trente ans de guerre, le monde a changé, humains et Votans apprennent à cohabiter.
Les conflits terminés, Joshua Nolan revient dans sa ville natale de Saint-Louis désormais rebaptisée Defiance. Ancien militaire dans l'armée humaine, il devient gardien de l'ordre dans ce mélange d'humains et de toutes sortes d'extraterrestres. Il va tenter de protéger la ville contre les affrontements entre humains et extraterrestres, mais aussi contre les menaces extérieures et militaires.

## Distribution

### Acteurs principaux
- Grant Bowler (VF : Éric Aubrahn) : Joshua Nolan
- Julie Benz (VF : Juliette Degenne) : Amanda Rosewater
- Stephanie Leonidas (VF : Karine Foviau) : Irisa
- Tony Curran (VF : Cyrille Monge) : Datak Tarr
- Jaime Murray (VF : Charlotte Marin) : Stahma Tarr
- Graham Greene (VF : Philippe Catoire) : Rafe McCawley
- Jesse Rath (VF : Hervé Grull) : Alak Tarr
- James Murray : Niles Pottinger, le nouveau maire de Defiance

### Acteurs récurrents
- Dewshane Williams (VF : Namakan Koné) : Tommy
- Trenna Keating (VF : Catherine Desplaces) : Doc Yewll
- Nicole Muñoz (VF : Flora Kaprielian) : Christie McCawley
- Justin Rains (VF : Benjamin Gasquet): Quentin McCawley
- Noah Danby : Sukar
- Douglas Nyback (VF : Vincent de Bouard) : Ben
- Anna Hopkins : le soldat Jessica « Berlin » Rai, de la république de la Terre
- Kristina Pesic : Deirdre Lamb
- William Atherton : Viceroy Mercado, High-Ranking de la république de la Terre
- Robin Dunne : Cai
- Linda Hamilton : Pilar McCawley, femme de Rafe McCawley
- America Olivo : Alethea
- Ryan Kennedy : Josef

### Invités
- Gale Harold : Connor Lang (épisode 5)
- Tiio Horn (VF : Stéphanie Lafforgue) : Rynn (épisode 7)
- Mia Kirshner (VF : Véronique Desmadryl) : Kenya Rosewater (épisodes 8 et 9)
- Jane McLean (VF : Rafaèle Moutier) : Olfin Tennety (épisode 10)

## Production

### Développement
Le 10 mai 2013, la série a été renouvelée pour une deuxième saison de treize épisodes.

### Casting
En juillet 2013, James Murray a obtenu un rôle principal lors de cette saison.
Entre septembre 2013 et août 2014, William Atherton, Anna Hopkins, Linda Hamilton, America Olivo, Ryan Kennedy, Kristina Pesic et Robin Dunne ont obtenu un rôle récurrent lors de la saison.

## Liste des épisodes

### Épisode 1:Une ville sous contrôle
- États-Unis /  Canada : 19 juin 2014 sur Syfy[9] / Showcase
- France : 2 septembre 2014 sur Syfy France[réf. nécessaire]
- Québec : 23 février 2015 sur Ztélé[10]

- États-Unis : 2,01 millions de téléspectateurs[11] (première diffusion)

### Épisode 2:Rancœur
- États-Unis /  Canada : 26 juin 2014 sur Syfy
- France : 2 septembre 2014 sur Syfy France
- Québec : 2 mars 2015 sur Ztélé

- États-Unis : 1,43 million de téléspectateurs[12] (première diffusion)

### Épisode 3:Meurtres en série
- États-Unis /  Canada : 3 juillet 2014 sur Syfy
- France : 9 septembre 2014 sur Syfy France
- Québec : 9 mars 2015 sur Ztélé

- États-Unis : 1,49 million de téléspectateurs[13] (première diffusion)

### Épisode 4:Sacrifice
- États-Unis /  Canada : 10 juillet 2014 sur Syfy
- France : 9 septembre 2014 sur Syfy France
- Québec : 16 mars 2015 sur Ztélé

- États-Unis : 1,65 million de téléspectateurs[14] (première diffusion)

### Épisode 5:Hallucinations
- États-Unis /  Canada : 17 juillet 2014 sur Syfy
- France : 16 septembre 2014 sur Syfy France
- Québec : 23 mars 2015 sur Ztélé

- États-Unis : 1,64 million de téléspectateurs[15] (première diffusion)

### Épisode 6:Pour la bonne cause
- États-Unis /  Canada : 24 juillet 2014 sur Syfy
- France : 16 septembre 2014 sur Syfy France
- Québec : 30 mars 2015 sur Ztélé

- États-Unis : 1,61 million de téléspectateurs[16] (première diffusion)

### Épisode 7:Œil pour œil
- États-Unis /  Canada : 31 juillet 2014 sur Syfy
- France : 23 septembre 2014 sur Syfy France
- Québec : 6 avril 2015 sur Ztélé

- États-Unis : 1,48 million de téléspectateurs[17] (première diffusion)

### Épisode 8:Un choix difficile
- États-Unis /  Canada : 7 août 2014 sur Syfy
- France : 23 septembre 2014 sur Syfy France
- Québec : 13 avril 2015 sur Ztélé

- États-Unis : 1,62 million de téléspectateurs[18] (première diffusion)

### Épisode 9:Souvenirs volés
- États-Unis /  Canada : 14 août 2014 sur Syfy
- France : 30 septembre 2014 sur Syfy France
- Québec : 20 avril 2015 sur Ztélé

- États-Unis : 1,58 million de téléspectateurs[19] (première diffusion)

### Épisode 10:Vingt mille lieues sous la terre
- États-Unis /  Canada : 21 août 2014 sur Syfy
- France : 30 septembre 2014 sur Syfy France
- Québec : 27 avril 2015 sur Ztélé

- États-Unis : 1,42 million de téléspectateurs[20] (première diffusion)

### Épisode 11:Jalousie meurtrière
- États-Unis /  Canada : 21 août 2014 sur Syfy
- France : 7 octobre 2014 sur Syfy France
- Québec : 4 mai 2015 sur Ztélé

- États-Unis : 1,5 million de téléspectateurs[20] (première diffusion)

### Épisode 12:La Dernière Heure
- États-Unis /  Canada : 28 août 2014 sur Syfy
- France : 7 octobre 2014 sur Syfy France
- Québec : 11 mai 2015 sur Ztélé

- États-Unis : 1,36 million de téléspectateurs[21] (première diffusion)

### Épisode 13:Les Clés du Kaziri
- États-Unis /  Canada : 28 août 2014 sur Syfy
- France : 7 octobre 2014 sur Syfy France
- Québec : 18 mai 2015 sur Ztélé

- États-Unis : 1,48 million de téléspectateurs[21] (première diffusion)